# Ronney Pettersson
Ronney Pettersson (* 26. April 1940; † 26. September 2022 in Järvsö, Gävleborgs län, Schweden) war ein schwedischer Fußballtorhüter.

## Laufbahn
Pettersson debütierte 1958 für Djurgårdens IF in der Fotbollsallsvenskan, konnte sich aber nicht durchsetzen und kam in die zweite Mannschaft. Erst 1966 konnte er sich im Tor etablieren und wurde mit dem Verein schwedischer Meister. Daraufhin wurde er auch erstmals in die schwedische Nationalmannschaft berufen, in der er bis 1969 17 Länderspiele absolvierte. Dann wurde er vom aufstrebenden Ronnie Hellström verdrängt und war bei der Weltmeisterschaft 1970 nur noch Ersatzmann. Nach Saisonende 1970 beendete er nach 112 Erstligaspielen seine aktive Laufbahn.